# Masato Kudo
Masato Kudo (japonès: 工藤壮人)  (Suginami, 6 de maig de 1990 - Miyazaki, 21 d'octubre de 2022) fou un futbolista japonès. Va ser internacional amb la selecció del Japó, i el seu primer equip va ser el Kashiwa Reysol